# Sophie Pluquet
Sophie Pluquet (7 de noviembre de 1970) es una deportista francesa que compitió en lucha libre. Ganó dos medallas en el Campeonato Mundial de Lucha, oro en 1995 y bronce en 1994.

## Palmarés internacional
| Campeonato Mundial | Campeonato Mundial | Campeonato Mundial | Campeonato Mundial |
| Año                | Lugar              | Medalla            | Categoría          |
| ------------------ | ------------------ | ------------------ | ------------------ |
| 1994               | Sofía (Bulgaria)   | Medalla de bronce  | 53 kg              |
| 1995               | Moscú (Rusia)      | Medalla de oro     | 53 kg              |